# Vielha e Mijaran

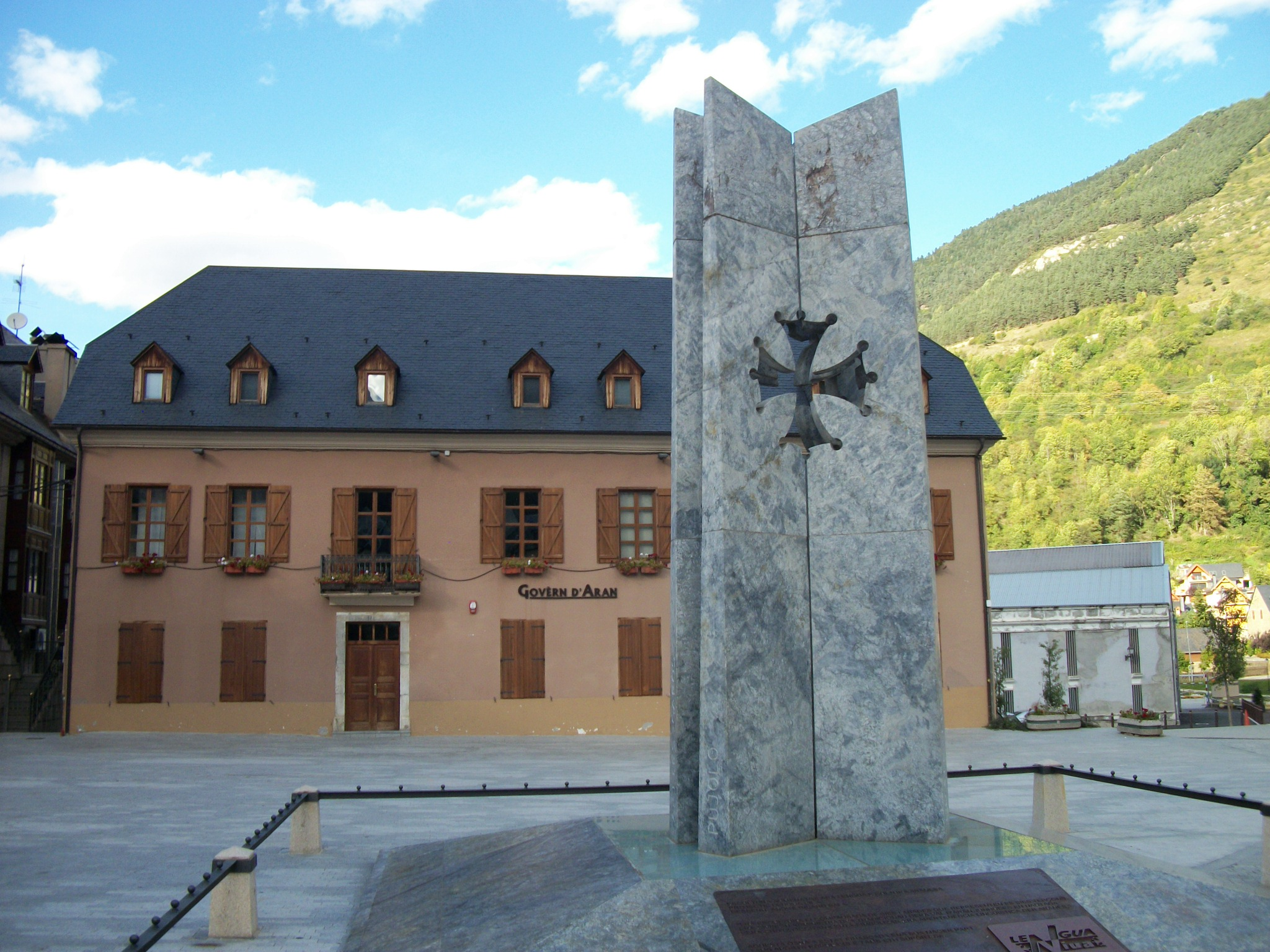
Ortszentrum von Vielha

Vielha e Mijaran (aranesisch; katalanisch Viella i Mitjaran; spanisch Viella y Medio Arán) ist eine aus mehreren Orten und Weilern (pedanías) bestehende katalanische Berggemeinde in der Provinz Lleida im Norden Spaniens. Sie ist der Hauptort der Comarca Val d’Aran.

## Lage und Klima
Die Gemeinde liegt im äußersten Nordwesten Kataloniens im Val d’Aran, einem knapp 1000 m hoch gelegenen zentralen Pyrenäental etwa 120 km nördlich von Lleida am Oberlauf der Garonne und am Fuße des Maladeta-Massivs. Das Klima ist gemäßigt bis warm.

## Bevölkerungsentwicklung
Seit der Gründung der Gemeinde im Jahr 1970 ist die Einwohnerzahl von knapp 2000 auf ca. 5500 angewachsen.

## Wirtschaft und Infrastruktur
Wichtigste Einnahmequelle ist der Fremdenverkehr. Hauptaktivitäten sind dabei Wandern, Reiten, Bergsteigen und Wintersport, insbesondere in Baqueira-Beret, dem größten Wintersportgebiet der Pyrenäen und ganz Spaniens.

## Geschichte
Die heutige Gemeinde entstand im Jahr 1970 durch den Zusammenschluss der Orte Arròs e Vila, Betlan, Escunhau, Gausac, Vielha und Vilac. Der Hauptort ist Vielha.

## Städtepartnerschaften
- Saint-Gaudens, Comminges, Frankreich
- Saint-Girons, Couserans, Frankreich (seit 1992)